# Општина Василево
Општина Василево или Васиљево је једна од 10 општина Југоисточног региона у Северној Македонији. Седиште општине је истоимено село Василево.

## Положај
Општина Василево налази се у југоисточном делу Северне Македоније. Са других страна налазе се друге општине Северне Македоније:
- север — Општина Берово
- исток — Општина Босиљово
- југ — Општина Струмица
- југозапад — Општина Конче
- запад — Општина Радовиш

## Природне одлике
Рељеф: Општина Васиљево већим делом припада области Струмичког поља, које равно и плодно. Северни део општине је у области Малешевских планина.
Клима у општини је топлија варијанта умерене континенталне климе због утицаја Средоземља.
Воде: Река Струмица је најзначајнији водоток у општини и сви мањи водотоци се уливају у ову реку.
Друга по значају је Стара Река, њена притока.

## Становништво
Општина Василево имала је по последњем попису из 2002. г. 12.122 ст., од чега у седишту општине 2.174 ст. (18%). Општина је средње густо насељена.
Национални састав по попису из 2002. године био је:
|           | Број   | Постотак |
| Укупно    | 12.122 | 100%     |
| Македонци | 9.958  | 82,1%    |
| Турци     | 2.095  | 17,3%    |
| остали    | 69     | 0,6%     |

## Насељена места
У општини постоји 18 насељених места, сва са статусом села:
| - Василево - Ангелци - Варварица - Висока Махала - Владијевци - Градошорци | - Доброшинци - Дукатино - Едрениково - Кушкулија - Нова Махала - Њивичино | - Пиперево - Радичево - Седларци - Сушево - Требичино - Чанаклија |  |